# 莊敬王后
莊敬王后（장경왕후，?—?）金氏，是高丽王朝宗室江陵公王溫的女兒，也是毅宗王晛的王后。
毅宗王晛當王太子時，莊敬王后被納為妃，當時毅宗的父親仁宗下詔賜禮物給她。到毅宗即位，金氏被封為興德宮主，後來生下兒子孝靈太子王祈、女兒敬德宮主、安貞宮主和和順宮主。死後謚號莊敬。高宗四十年十月加謚惠資。全稱惠資莊敬王后。

## 家族
- 父：江陵公王溫
- 夫：高麗毅宗王晛
- 子女：孝靈太子王祈、敬德宮主、安貞宮主、和順宮主